# Bro Machno
Bro Machno est une communauté du borough de comté de Conwy, au pays de Galles.
Elle est située dans le sud-est du borough de comté, à la frontière du Gwynedd, et s'étend sur la vallée de la Machno (en), un affluent de la Conwy. Au recensement de 2011, la communauté, qui comprend les villages de Penmachno (en) et Cwm Penmachno (en), comptait 617 habitants.